# Andrea Grossegger
Andrea Grossegger (ur. 20 października 1963) – austriacka biathlonistka, brązowa medalistka mistrzostw świata. Największy sukces w karierze osiągnęła w 1984 roku, kiedy na mistrzostwach świata w Chamonix zdobyła brązowy medal w sprincie. W zawodach tych wyprzedziły ją jedynie Wieniera Czernyszowa z ZSRR i Norweżka Sanna Grønlid. Na tej samej imprezie zajęła też 20. miejsce w biegu indywidualnym. Były to jej jedyne starty na międzynarodowych imprezach tej rangi. Starty te były jednocześnie zaliczane do klasyfikacji Pucharu Świata, tym samym zdobyła również pierwsze pucharowe punkty. Nigdy nie wzięła udziału w igrzyskach olimpijskich.
Jej syn, Sven Grossegger, także został biathlonistą.

## Osiągnięcia

### Mistrzostwa świata
| Rok  | Miejscowość | Konkurencje | Konkurencje | Konkurencje | Konkurencje | Konkurencje | Konkurencje | Konkurencje |
| Rok  | Miejscowość | IN          | SP          | PU          | MS          | RL          | MR          | SR          |
| ---- | ----------- | ----------- | ----------- | ----------- | ----------- | ----------- | ----------- | ----------- |
| 1984 | Chamonix    | 20.         | 3.          | nd.         | nd.         | –           | nd.         | –           |

### Puchar Świata

#### Miejsca w klasyfikacji generalnej
| Sezon     | Miejsce |
| --------- | ------- |
| 1983/1984 | ?       |

#### Miejsca na podium chronologicznie
| Lp. | Dzień   | Rok  | Miejscowość | Konkurencja      | Lokata | Pudła | Czas biegu | Strata | Zwycięzca            |
| --- | ------- | ---- | ----------- | ---------------- | ------ | ----- | ---------- | ------ | -------------------- |
| 1.  | 3 marca | 1984 | Chamonix    | Sprint na 7,5 km | 3.     | 0+2   | 23:00,1    | +39,4  | Wieniera Czernyszowa |